# 极微之歌
《A小調之歌》（英語：Songs in A Minor）是由美国歌手艾莉西亚·凯斯于2001年6月5日在J唱片公司发行的首张个人专辑。高中毕业之后，凯斯与哥伦比亚唱片公司签约，开始她的音乐事业。并于1998年，在地下推出了录制了一张专辑，却被公司拒绝了。在经历了一些纠纷后，她与唱片公司解除了合约，随即又与克利夫·戴维斯签约，继而凯斯制作了这张专辑的大部分曲目。
与专辑标题不同，这张专辑中只有《無名女子》采用了A小调。由于艾莉西亚·凯斯对于老派爵士乐声组合与节奏蓝调及灵魂乐的驾轻就熟的掌握能力，这张专辑得到了业界的普遍关注。艾莉西亚·凯斯的音乐融合了艾瑞莎·弗兰克林、史提夫·汪达、比莉·荷莉戴、王子及劳伦·希尔等著名歌手的风格。这张专辑一经推出，便已约236,000张的销量登上了美国告示牌专辑销量榜冠军。至今这张专辑在美国销量已经超过620万，全球销量更是突破了1200万。这张专辑也为艾莉西亚·凯斯赢得了5项格莱美的荣誉，包括最佳新人奖。在滚石杂志评选的2001年度最佳专辑中高居第二。

## 专辑录制
从专业艺术表演学校毕业之后，凯斯被哥伦比亚大学录取。但是仅仅四周之后她便毅然选择放弃自己的学业，去追求自己的音乐事业，她与杰梅因·杜普里管理的So So Def厂牌签了一张试录唱片。随后凯斯创作了一首名为"Dah Dee Dah (sexy thing)"，这首歌出现在1997年上映的电影黑衣人的原声大碟中。凯斯于1998年开始创作自己的首张专辑 ，并在短短一年时间就完成了整张专辑的录制。然而这张专辑却遭到了哥伦比亚公司的拒绝。在一系列的唱片纠纷后，艾丽西亚与哥伦比亚公司解除了合约。幸运的是，克莱夫·戴维斯将艾丽西亚签到了阿里斯塔唱片公司。
在阿里斯塔唱片公司解散之后，艾丽西亚跟随戴维斯来到了新成立的J唱片公司。凯斯租了一间公寓，并开始为自己新专辑奋斗。凯斯创造了新歌《麻烦 (艾莉西亚·凯斯歌曲)|麻烦》，并最终出现在凯斯的首张专辑。凯斯开始懂得如何组织自己的感情从而写出有意义的东西，如何把自己的音乐理念阐释给听众。，凯斯通过与制作人和策划的交流，自信心不断提升。并完成了专辑的大部分录制工作。她录制的歌曲"Rock wit U"和 "Rear View Mirror"分别出现在电影Shaft 和Dr. Dolittle的原声大碟中。艾丽西亚为这张专辑共录制了32首歌曲，其中《深陷情网》是最终录制的几首。这张起初命名为“Soul Stories in A Minor”（A小调灵歌故事）, 但考录到专辑标题会限制这张专辑在黑人电台的播放次数，于是这张专辑最终定名为“Songs in A Minor”（极微之歌）。

## 市场推广
在《极微之歌》发行之前，专辑中的歌曲《女朋友》就于2001年初派往城市电台播放。为了进一步推广她，凯斯的音乐主管Clive Davis为她预定了今夜秀节目。之后又将她的首支音乐录影带《深陷情网》派往MTV台播放。这支MV获得了空前的成功，许多妇女在看完之后都忍不住落泪。 Davis又推荐凯斯与Jill Scott和印蒂雅·艾瑞参加欧普拉温弗里秀。凯斯在这场脱口秀上的演唱也震惊了观众，这也使得她的专辑预购在那晚翻了一番。2001年的8月-10月，凯斯参加灵魂乐歌手Maxwell的巡演，进一步宣传自己的专辑。专辑首支打榜歌曲《深陷情网》也分别夺得了公告牌百强单曲榜和节奏蓝调榜6周和4周的冠军。这首歌也获得美国唱片业协会金唱片的认证。随后打榜《女人的价值》也进入了告示牌hot 100榜前十。

## 市场反响

### 获奖与评价
《极微之歌》为凯斯赢得了2002年度格莱美5项大奖，包括：年度最佳单曲，年度最佳节奏蓝调女声演绎，年度最佳节奏蓝调歌曲，年度最佳新人，年度最佳节奏蓝调专辑。《深陷情网》还获得了最佳年度录音的提名。凯斯一届独揽5项大奖的荣誉，也使得她追平了Lauryn Hill在41届格莱美创造的单届女艺人夺奖之最。这张专辑还获得NAACP奖年度杰出专辑的荣誉。同时凯斯还获得同年度世界音乐奖的提名。在VH杂志于2003年评选出来的过去25年100首最伟大的歌曲中，《深陷情网》高居37位。而在Blender杂志评选的史上最伟大，《深陷情网》也有上榜，排名413位。在2001年度的各大杂志的年终排行中，《极微之歌》名列滚石杂志评选的第二位，《村声周报》的第十八位，Mojo杂志的第27名。

### 商业反响
《极微之歌》推出首周便已23万6千张的销量，荣登告示牌专辑销量榜冠军。通过口口相传，这张专辑第二周更是卖出了45万张，并在接下来的三周保持了高销量。这张专辑成为了2001年度销量最好的专辑之一。至今，这张专辑在美国已售出620万的销量，并获得美国唱片工业协会六白金的认证。在全球范围类，《极微之歌》销量已突破1200万。

## 专辑曲目
1. 《钢琴与我》 （艾莉西亚·凯斯） – 1:52
2. 《女朋友》 (Keys, Jermaine Dupri, Joshua Thompson) – 3:34
3. 《你怎能不再给我打电话？》 (Prince) – 3:57
4. 《深陷情网》 (Keys) – 3:30
5. 《麻烦》 (Keys, Kerry Brothers, Jr.) – 4:28
6. 《同你摇摆》 (Keys, Taneisha Smith, Brothers) – 5:36
7. 《女人的价值》 (Keys, Erika Rose) – 5:03
8. 《珍杜》 (Keys, Kandi Burruss) – 3:48
9. 《再见》 (Keys) – 4:20
10. 《生活》 (Keys, Smith, Brothers) – 5:25
11. 《曼先生》 (duet with Jimmy Cozier) (Keys, Jimmy Cozier) – 4:09
12. 《永远感觉不到这样》 (Brian McKnight) – 2:01
13. 《蝴蝶》 – 4:08
14. 《为何我感觉如此悲伤》 (Keys, Warryn Campbell) – 4:25
15. 《笼中之鸟》 (Keys) – 3:02
16. 《爱着你》 (hidden track) (Keys) – 3:49

日本版本添加曲目：
1. "Rear View Mirror" (Keys, Brothers, L. Green, Rodney Jerkins, Fred Jerkins III, LaShawn Daniels) – 4:06
2. "深陷情网" (Extended Remix featuring Busta Rhymes and Rampage) – 4:18
3. "A Woman's Worth" (Remix Radio Edit) – 4:24

英国版添加曲目：
1. "深陷情网" (Remix featuring Busta Rhymes and Rampage) – 4:15
2. "A Woman's Worth" (Remix)/"Lovin' You" (hidden track) – 10:38

### 《极微之歌》混音不插电专辑
在发行了《极微之歌》之后，艾丽西亚·凯斯又于2002年10月22日发行了这张混音不插电专辑
Disc 1：混音版
1. "Girlfriend" (KrucialKeys Sista Girl Mix) – 3:27
2. "Gangsta Lovin'" (Eve featuring Alicia Keys) (Alisa Yarbrough, Jonah Ellis, Lonnie Simmons) – 3:59
  - Contains elements of Yarbrough and Peoples' "Don't Stop the Music" (Alisa Yarbrough, Jonah Ellis, Lonnie Simmons).
3. "深陷情网" (Remix featuring Busta Rhymes and Rampage) – 3:56
4. "A Woman's Worth" (Remix) – 3:20
5. "Butterflyz" (Roger's Release Mix) – 3:54
6. "Troubles" (J-Jay & Chris Lum Bootleg Mix) – 4:24
7. "How Come You Don't Call Me" (Neptunes Remix) – 4:23
8. "深陷情网" (Ali Version) – 4:30

Disc 2：不插电版
于2002年8月10日在西雅图录制
1. "Moonlight Sonata/L'Interludio, Ambivalente/Ain't Misbehavin'" (Beethoven, Ray Chew, Harry Brooks, Andy Razaf, Thomas Waller) – 2:22
2. "Goodbye" – 2:49
3. "Never Felt This Way" (McKnight, Brandon Barnes) – 1:45
4. "Butterflyz" – 0:52
5. "Caged Bird" – 2:03
6. "I Got a Little Something for You" (Keys) – 1:45
7. "Someday We'll All Be Free" (Donny Hathaway, Edward Howard) – 6:24

## 专辑相关人员

### 音乐团队
| - Alicia Keys – 主唱，伴唱，钢琴，键盘，乐器，主钢琴 - A & C Productions – 弦乐 - Arden Altino –键盘 - Miri Ben-Ari – 小提琴，键盘，弦乐 - Kandi Burruss – 伴唱 - Cato – 主吉他伴奏 - Brian Cox – 键盘 - Gerald "G" Flowers – 吉他 - Reggie Flowers – fills - Vic Flowers –低音 - Richie Good – 低音，低音提琴 | - Paul L. Green – 伴唱 - Andricka Hall – 伴唱 - Isaac Hayes – 钢琴 - Norman Hedman – 打击乐器 - Rufus Jackson – 低音 - Brian McKnight – 乐器 - Cindy Mizelle –伴唱 - John Peters –风琴 - Tammy Saunders – 伴唱 - Tim Shider – 低音，主低音 - Arty White – 吉他 |

### 制作团队
| - Alicia Keys – 制作人，执行制作人，编曲，数字编排，声乐制作，弦乐制作 - Allie – 创意总监，艺术总监 - Arden Altino – 制作人 - Miri Ben-Ari – 制作人 - Kerry "Krucial" Brothers – 制作人, 数字编排, 鼓乐编排, 策划, 总制作人 - Gerry Brown –策划, 混音 - Kandi Burruss – 制作人, 编排师 - Ralph Cacciuri – 策划 - Jimmy Cozier – 制作人 - Clive Davis – 执行制作人 - Jermaine Dupri – 制作人 - Tony Duran – 摄影师 - Peter Edge –执行制作人 - Russ Elevado – 混音 - Brian Frye – 制作人 | - Isaac Hayes – 弦乐制作,长笛制作 - Ricky St. Hillaire – 策划 - Acar Key –策划 - Manny Marroquin –混音 - Tony Maserati –混音 - Brian McKnight –制作人 - Anthony Nance – 鼓乐编排 - Nowhere – 设计师 - Herb Powers, Jr. – 管理人 - Jeff Robinson – 执行制作人, 经理 - Mary Ann Souza – 策划助理 - Phil Tan – 混音 - Dionne Webb –发型 - Patti Wilson – 造型设计师 - Kela Wong – 化妆 - Chris Wood – 策划 |

## 排行成績
| 榜单 (2001)                    | 最高排位 |
| ------------------------------ | -------- |
| 加拿大专辑榜                   | 2        |
| 荷兰专辑榜                     | 1        |
| 欧洲顶尖一百专辑榜             | 5        |
| 德国专辑榜                     | 2        |
| 爱尔兰专辑榜                   | 5        |
| 挪威专辑榜                     | 12       |
| 波兰专辑榜                     | 9        |
| 瑞典专辑榜                     | 10       |
| 瑞士专辑榜                     | 3        |
| 美国告示牌200榜                | 1        |
| 美国告示牌节奏蓝调与嘻哈音乐榜 | 1        |
| 美国告示牌网络专辑榜           | 1        |

| 榜单 (2002)                 | 最高排位 |
| --------------------------- | -------- |
| 澳大利亚唱片协会            | 3        |
| 澳大利亚唱片协会            | 4        |
| 比利时专辑榜 (佛兰德斯地区) | 8        |
| 比利时专辑榜 (瓦隆尼亚地区) | 10       |
| 丹麦专辑榜                  | 4        |
| 芬兰专辑榜                  | 8        |
| 法国专辑榜                  | 12       |
| 匈牙利专辑榜                | 18       |
| 意大利专辑榜                | 4        |
| Oricon                      | 44       |
| 新西兰唱片音乐协会          | 4        |
| 英国专辑榜                  | 6        |

| 领域     | 颁发者 | 认证    | 销量      |
| -------- | ------ | ------- | --------- |
| 澳大利亚 | ARIA   | 2×白金  | 140,000   |
| 澳大利亚 | IFPI   | 金      | 10,000    |
| 比利时   | IFPI   | 金      | 15,000    |
| 加拿大   | CRIA   | 5× 白金 | 500,000   |
| 丹麦     | IFPI   | 白金    | 30,000    |
| 欧洲     | IFPI   | 3×白金  | 3,000,000 |
| 法国     | SNEP   | 白金    | 351,000   |
| 德国     | IFPI   | 白金    | 200,000   |
| 意大利   | FIMI   | 白金    | 100,000   |
| 荷兰     | NVPI   | 2×白金  | 160,000   |
| 新西兰   | RIANZ  | 白金    | 15,000    |
| 挪威     | IFPI   | 金      | 15,000    |
| 波兰     | ZPAV   | 金      | 10,000    |
| 瑞典     | IFPI   | 白金    | 40,000    |
| 瑞士     | IFPI   | 2× 白金 | 80,000    |
| 英国     | BPI    | 3× 白金 | 900,000   |
| 美国     | RIAA   | 6× 白金 | 6,202,000 |

| 年份 | 榜单                           | 位置 |
| ---- | ------------------------------ | ---- |
| 2001 | 澳大利亚专辑榜                 | 35   |
| 2001 | 瑞士专辑榜                     | 19   |
| 2001 | 美国告示牌200榜                | 13   |
| 2001 | 美国告示牌节奏蓝调与嘻哈音乐榜 | 3    |
| 2002 | 澳大利亚专辑榜                 | 14   |
| 2002 | 澳大利亚城市专辑榜             | 3    |
| 2002 | 比利时专辑榜 (佛兰德斯地区)    | 38   |
| 2002 | 比利时专辑榜 (瓦隆尼亚地区)    | 21   |
| 2002 | 法国专辑榜                     | 45   |
| 2002 | 新西兰专辑榜                   | 28   |
| 2002 | 英国专辑榜                     | 31   |